# Zach Randolph
Zachary Randolph (nascut el 16 de juliol de 1981 a Marion Indiana, és un jugador de bàsquet professional estatunidenc que juga als Memphis Grizzlies de l'NBA. És conegut amb el renom de "Zach" o de "Z-Bo".
Va ser escollit en la 19a posició de la primera ronda del draft de l'NBA del 2001. Ha guanyat el títol de Jugador Més Millorat el 2004. Té un bon llançament de mitjana distància, i bons moviments a la pintura, li ajuda, ja que és dretà i a més destaca la seva gran mobilitat. És un bon rebotejador, té capacitat per amitjanar 20 punts i 10 rebots per temporada. És el tipus de jugador amb un gran talent innat per jugar al bàsquet, encara amb unes qualitats físiques millorables per a la posició en la qual se sosté.